# Automóvil de combate M1
El automóvil de combate M1, cuya designación oficial era tanque ligero M1, era un tanque ligero empleado por la caballería del Ejército de los Estados Unidos a fines de la década de 1930 y desarrollado al mismo tiempo que el muy similar tanque ligero M2 de la infantería. Después de la Guerra Civil Española, la mayoría de ejércitos, incluso el estadounidense, se dieron cuenta de que necesitaban tanques armados con cañones y no solamente con ametralladoras, por lo que el M1 fue declarado obsoleto.  

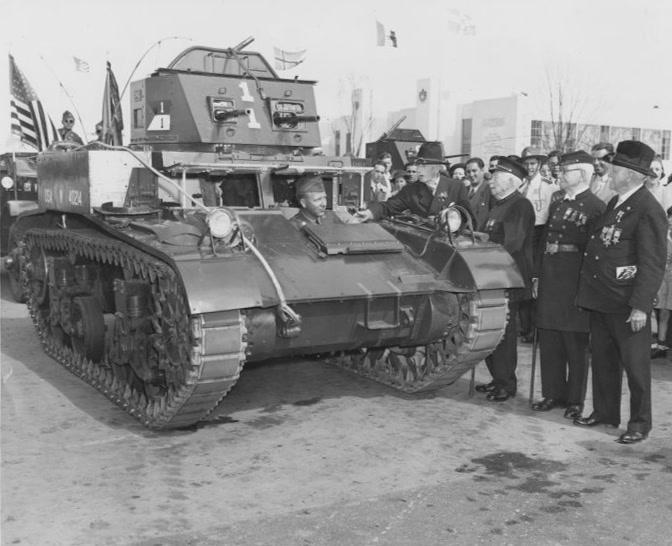
Veteranos de la Guerra de Secesión inspeccionan un automóvil de combate M1 en la Feria Mundial de Nueva York de 1939.

## Historia y desarrollo
El Acta de Defensa de 1920 ponía a los tanques como responsabilidad de la infantería y el Cuartel General los definió como vehículos de apoyo a la infantería. Los tanques ligeros eran definidos como aquellos que pesaban 5 t o menos - por lo que podían ser transportados en camiones - y los tanques medios como aquellos que no pesasen más de 15 t para poder cruzar puentes dentro de sus límites de peso. Con un presupuesto muy ajustado, el desarrollo de tanques en Estados Unidos se limitó a dos vehículos de prueba al año. La mecanización del Ejército era promovida por el General Douglas MacArthur, quien creía que la caballería debía tener tanques para el papel de avanzadillas en lugar de solamente apoyar a la infantería. Para permitir que las unidades de caballería del Ejército estadounidense fuesen equipadas con vehículos blindados de combate, los tanques desarrollados para la caballería recibieron la designación de "automóviles de combate".
A mediados de la década de 1930, el Rock Island Arsenal construyó tres tanques ligeros experimentales T2, inspirados por el Vickers 6-ton británico. Al mismo tiempo, ellos construyeron un tanque ligero similar al T2 para la caballería - el automóvil de combate T5. La única diferencia entre ambos era que el T5 empleaba la suspensión de resortes de voluta verticales, mientras que el T2 tenía una suspensión de ballestas como la del Vickers. Se continuó el desarrollo del T5 y el T5E2 entró en producción con la designación "automóvil de combate M1".
El M1 entró en servicio en 1937. Se le hizo un cambio al sistema de suspensión, por lo que la rueda tensora presionaba la oruga contra el suelo, incrementando así la longitud de la oruga que entraba en contacto con el suelo y mejorando el viaje. Junto a un nuevo motor y un torreta mejorada, dio origen al automóvil de combate M2. En 1940 se eliminó la distinción entre las unidades de tanques de la infantería y las de la caballería, con la creación de la Fuerza Blindada para administrar todos los tanques del Ejército estadounidense. El nombre "automóvil de combate" era superfluo y las unidades de tanques de la caballería redesignaron al automóvil de combate M1 como "tanque ligero M1A1" y al automóvil de combate M2 como "tanque ligero M1A2".

## Servicio
Los automóviles de combate M1 y M2 no fueron empleados en combate por el Ejército estadounidense durante la Segunda Guerra Mundial; aunque algunos de ellos fueron empleados para entrenamiento.

## Variantes
- M1 – La variante original. 89 unidades construidas.[2]
- M1E2 – El prototipo del M1A1.
- M1A1 – Se le instaló una nueva torreta octagonal, en lugar de aquella en forma de D; se incrementó la distancia entre los bojes de las ruedas; caja de cambios con velocidad constante; se construyeron 17 unidades en 1938.[4]
- M1A1E1 – Prototipo del automóvil de combate M2. Su motor fue reemplazado por un Guiberson T-1020 diésel.[4]
- M2 – Nuevo motor diésel Guiberson y rueda tensora que presiona la oruga contra el suelo. 34 unidades construidas.[7]